# Persowie
Persowie – starożytny lud pochodzenia irańskiego, współcześnie zaś naród zamieszkujący głównie obszar Iranu (dawniej znanego jako Persja).

## Historia
Persowie wywodzą się od indoeuropejskich Ariów, którzy przybyli na tereny obecnego Iranu w II tysiącleciu p.n.e. W roku 550 p.n.e. Persowie za sprawą dynastii Achemenidów zajęli Medię i utworzyli na jej terenach rozległe Imperium Perskie. W V wieku p.n.e. próbowali podbić Grecję (wojny perskie). W latach 334–327 p.n.e. państwo Achemenidów podbił Aleksander Wielki. Zapoczątkowało to okres dominacji nad Persami, początkowo grecko-macedońskiej, a później partyjskiej.
Niezależność przywrócili Persom w pierwszej połowie III wieku n.e. władcy z dynastii Sasanidów. Toczyli oni bezustanne wojny z Cesarstwem rzymskim, a później z Cesarstwem Bizantyńskim. W połowie VII wieku, w wyniku osłabienia państwa owymi wojnami, Persowie zostali szybko podbici przez Arabów i stopniowo przeszli na islam, nie ulegając przy tym jednak arabizacji.
Po okresie panowania arabskiego, między IX a XI wiekiem podzieloną Persją rządziły lokalne dynastie (np. Saffarydzi, Bujidzi). W kolejnych wiekach Persowie przeżywali najazdy obcych, tureckich ludów: Seldżuków i Chorezmijczyków, następnie zaś kraj najechali Mongołowie, którzy zainstalowali własną dynastię na obszarze Iranu, Ilchanidów. Po upadku państwa Ilchanidów, cały kraj został najechany przez Tamerlana, który z kolei założył dynastię Timurydów. Na zachodzie kraju swoje siedziby miały również turecko-mongolskie federacje Kara Kojunlu i Ak Kojunlu.
Dopiero na początku XVI wieku, za sprawą władców z początkowo tureckiej dynastii Safawidów, Persowie znów odzyskali niepodległość, którą utrzymują nieprzerwanie do dzisiaj. Nowożytna Persja często toczyła wojny z Osmanami na zachodzie, oraz z Uzbekami i później z Afganami na wschodzie. W wiekach XIX i XX Persja dostała się pod wpływy brytyjskie i rosyjskie, a następnie także amerykańskie. Począwszy od XVIII wieku, kolejnymi dynastiami po Safawidach były: Afszarydzi, Zandowie, Kadżarowie i dynastia Pahlawi, której rządy obaliła islamska rewolucja w roku 1979.

## Charakterystyka
Persowie to obok Arabów jeden z najważniejszych ludów świata islamskiego. Są dominującą grupą etniczną Iranu. Blisko spokrewnieni z nim są Tadżycy z Afganistanu i Tadżykistanu. Wyznają głównie islam w odmianie imamickiej.